# Бурмистрова, Нина Степановна
Нина Степановна Бурмистрова — советский хозяйственный деятель, Герой Социалистического Труда.

## Биография
Родилась в 1930 году в Загорском районе Московской области. Член КПСС.
В 1945—1987 гг. — клейщица, бригадир клейщиц Хотьковского электроизоляционного завода Министерства электротехнической промышленности СССР.
Указом Президиума Верховного Совета СССР от 8 августа 1966 года присвоено звание Героя Социалистического Труда с вручением ордена Ленина и золотой медали «Серп и Молот».
Делегат XXIV съезда КПСС.
Умерла в 1997 году в Хотькове.

## Награды и звания
- Герой Социалистического Труда (8 августа 1966)
- Орден Ленина (8 августа 1966)